# Хлорат натрия
Хлорат натрия — неорганическое соединение, соль металла натрия и хлорноватой кислоты с формулой NaClO3, бесцветные кристаллы, хорошо растворимые в воде.

## Получение
- Хлорат натрия получают действием хлорноватой кислоты на карбонат натрия:

{\displaystyle {\mathsf {Na_{2}CO_{3}+2\ HClO_{3}\ {\xrightarrow {\ }}\ 2\ NaClO_{3}+H_{2}O+CO_{2}\uparrow }}}
- или пропуская хлор через концентрированный раствор гидроксида натрия при нагревании:

{\displaystyle {\mathsf {6\ NaOH+3\ Cl_{2}\ {\xrightarrow {\ }}\ NaClO_{3}+5\ NaCl+3\ H_{2}O}}}
- Электролиз водных растворов хлорида натрия без диафрагмы:

{\displaystyle {\mathsf {6\ NaCl+3\ H_{2}O\ {\xrightarrow {e^{-}}}\ NaClO_{3}+5\ NaCl+3\ H_{2}\uparrow }}}

## Физические свойства
Хлорат натрия — бесцветные кристаллы кубической сингонии, пространственная группа P 213, параметры ячейки a = 0,6568 нм, Z = 4.
При 230—255°С переходит в другую фазу, при 255—260°С переходит в моноклинную фазу.

## Химические свойства
Хлорат натрия - реакционноспособное химическое соединение, для которого характерны многочисленные окислительно-восстановительные реакции:
- При высокой температуре соединение разлагается с выделением кислорода:

{\displaystyle {\mathsf {2NaClO_{3}\rightarrow 2NaCl+3O_{2}\uparrow }}}
Данная реакция происходит, когда хлорат натрия используется в качестве химического генератора кислорода.
- Диспропорционирует при нагревании (указана реакция в присутствии катализатора):

{\displaystyle {\mathsf {10NaClO_{3}\ \xrightarrow {390-520^{o}C} \ 6NaClO_{4}+4NaCl+3O_{2}\uparrow }}}
- Под действием слабых восстановителей образует диоксид хлора (IV):

{\displaystyle {\mathsf {2NaClO_{3}+SO_{2}+H_{2}SO_{4}\rightarrow 2NaHSO_{4}+ClO_{2}\uparrow }}}
- Водные растворы хлората натрия вступают в реакции с солями многих переходных металлов, переводя их в натриевые соли соответствующих металлосодержащих кислот:

{\displaystyle {\mathsf {2NaClO_{3}+3MnSO_{4}+12NaOH=3Na_{2}MnO_{4}+3Na_{2}SO_{4}+2NaCl+6H_{2}O}}}
- Хлорат натрия, как сильный окислитель, в твёрдом состоянии в смеси с углеродом, серой, сахарозой и другими восстановителями огне- и взрывоопасен; может сдетонировать при нагревании или ударе.

## Применение
- В пиротехнике.
- Дефолиант.
- В целлюлозно-бумажной промышленности используется для производства диоксида хлора, отбеливателя целлюлозы.
- В авиации в системе аварийной подачи кислорода[1].